# Kaškadarjinský vilájet
Kaškadarjinský vilájet je jeden z vilájetů (regionů) Uzbekistánu. Leží v jihovýchodní části země v povodí řeky Kaškadarja a na západním úpatí pohoří Pamíro-Alaj. Hlavním městem regionu je Kárší, přičemž v roce 2022 ve vilájetu žilo celkem 3 408 345 obyvatel, z nichž asi 57 % bydlelo na venkově. Region sousedí se Samarkandským vilájetem, Bucharským vilájetem, Surchandarjinským vilájetem a dále s Turkmenistánem a Tádžikistánem.
Region se dále dělí na 13 okresů a nachází se v něm celkem dvanáct měst. Panuje zde kontinentální podnebí s některými prvky subtropů. Nachází se zde část Hissarského hřbetu. Probíhá zde těžba zásob ropy a zemního plynu, která se soustředí zejména do města Muborak a jeho okolí. Rozšířeno je zde rovněž zemědělství (pěstuje se zde například bavlna) a pastevectví. Je zde rozsáhlý také textilní průmysl nebo konstrukční průmysl. Významnou turistickou destinací v regionu je město Šahrisabz, které je známé jako rodiště Tamerlána. Kromě toho se zde nachází různé řeky, několik jezer, pohoří a státních přírodních rezervací.